# Strachitunt
Lo strachitunt ("stracchino rotondo" in lingua lombarda) è un formaggio a latte crudo, a pasta cruda, eventualmente erborinato, prodotto con latte vaccino intero con la tecnica delle due cagliate.

## Generalità
Formaggio storico che ben incarna, insieme al Taleggio, la tradizione casearia della Val Taleggio. Nel marzo 2014 la comunità Europea ha riconosciuto a questo prodotto la Denominazione di Origine protetta, formaggio DOP (reg. 244/2014 entrato in vigore il 04/04/2014). Lo strachitunt rappresenta quindi il secondo formaggio Dop della Valle.
Secondo il disciplinare redatto dal Consorzio di Tutela deve essere prodotto unicamente nei due comuni bergamaschi della Val Taleggio, Taleggio e Vedeseta, nonché nei territori limitrofi della Val Brembilla, Gerosa (dal 2014 divenuta frazione del comune di Brembilla) e Blello.
Fa parte della ampia famiglia degli stracchini.
Ritenuto l'antenato del gorgonzola e il discendente del taleggio, viene prodotto ancora con le tecniche tramandate nei secoli.
Partendo dal latte, che è lavorato crudo, quindi senza nessuna pastorizzazione così come avveniva un tempo. Il disciplinare prescrive altresì che il latte venga munto da vacche di sola razza Bruna Alpina, che pascolino e vivano stabilmente durante tutto l'anno nel territorio della Val Taleggio (e limitrofi) e che vengano alimentate con razioni che siano composte per almeno il 70% da erbe o fieno e non abbiano all'interno insilati di mais.
Tra la versione invernale e quella estiva, come tutti i formaggi a latte crudo, vi sono delle differenze organolettiche le quali diventano sostanziali tra la versione di alpeggio (baite in montagna) e quella di caseificio, sempre collocato in montagna, nel comune di Vedeseta.
Le peculiarità dello strachitunt DOP che lo fanno unico nel suo genere sono:
- stracchino a doppia cagliata;
- erborinatura naturale;
- crosta lavata e, spesso, anche fiorita.

Nel 2015 la DOP è stata temporaneamente sospesa per problemi di idoneità al disciplinare per le dimensioni della forma.

## Produzione[4]

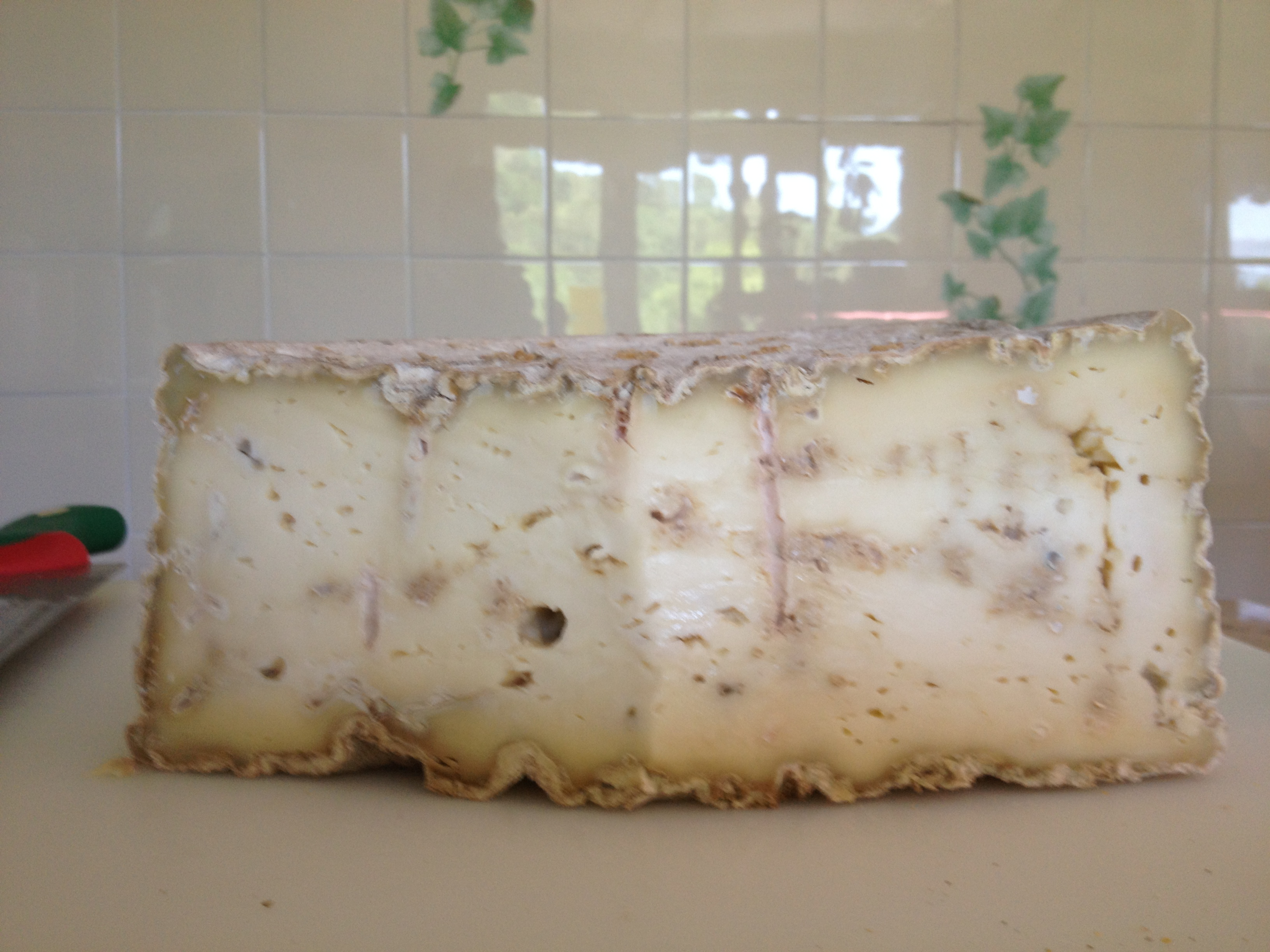
Si notano bene le forature verticali dette "agature"

Innanzi tutto l'ingrediente principale è il latte, rigorosamente crudo, e proveniente da vacche di razza bruna alimentate prevalentemente con erbe del luogo e senza insilati. Il latte deve essere munto nei pascoli e nelle stalle dei territori di Taleggio, Vedeseta, Blello e Gerosa, ovvero nel comprensorio della Val Taleggio. Il latte viene lavorato senza l'aggiunta di fermenti.
La tecnica di produzione unica e ammessa dal Consorzio per la produzione dello strachitunt è molto antica e consiste nell'unione di 2 cagliate: una della sera, fredda, e una della mattina, calda. Tale tecnica è anche detta delle 2 paste. Le due cagliate, poste a strati in uno stampo vengono lasciate riposare per 12 ore, tempo nel quale si compattano. Le due paste o cagliate, benché in questo lasso di tempo riescano a unirsi non saranno mai completamente amalgamate ma, all'interno della forma rimarranno degli spazi di aria. Nella fase successiva, dopo alcuni giorni di vita del prodotto, con un ago di rame le forme verranno forate manualmente permettendo all'aria di entrare in questi spazi vuoti che diverranno quindi la sede per le muffe tipiche dei formaggi erborinati. È bene però specificare che per lo strachitunt le muffe sono completamente naturali mentre per erborinati come il Gorgonzola Dop l'erborinatura è indotta con l'aggiunta di pennicillum. Questa l'ennesima caratteristica unica del prodotto.
La produzione termina con una stagionatura minima di 75 giorni, periodo nel quale il prodotto viene continuamente girato e la sua crosta lavata con acqua e sale. Spesso sulla crosta si formano anche delle "fioriture" di p. camemberti naturale che vengono dilavate con le periodiche spugnature (per questo è uno stracchino anche a crosta lavata come il "padre" taleggio).

## Caratteristiche[5]
- Forma cilindrica (diametro 25 centimetri)
- Scalzo 15-18 centimetri (ogni forma pesa circa 5–6 kg)
- Crosta grigio-giallognola e rugosa, a volte fiorita (presenza naturale di muffa bianca sulla crosta se successivamente non spazzolata)
- Pasta marmorizzata, di colore giallo paglierino, non uniforme per la presenza di macchie color nocciola, compatta e fondente nel sottocrosta
- Venature di colore verde-bluastro, tendenti al grigio alla fine della stagionatura
- Sapore deciso, erborinato (per la presenza delle muffe spontanee), dolce-piccante, strutturato e con aromi molto persistenti ed erbacei, con decisi accenni ammoniacali se molto stagionato

## Metodo di conservazione
- Stagionatura di almeno 75 giorni fino ai 3 mesi. La stagionatura avviene ancora in Val Taleggio
- Forature sulle facce e sullo scalzo per favorire la produzione della muffa

## Valori nutrizionali
(per 100 gr. di prodotto)
- Valore energetico: kCal 380 / kJ 1575
- Proteine: 23 g
- Lipidi: 32 g
- Fosforo: 360 mg
- Calcio: 420 mg
- Colesterolo: 70 mg
- Potassio: 120 mg
- Vitamine A, B1, B2, B6, B12, E, PP.
- Conservanti: nessuno